# Seehotel Überfahrt
Koordinaten: 47° 41′ 48,7″ N, 11° 45′ 30,8″ O

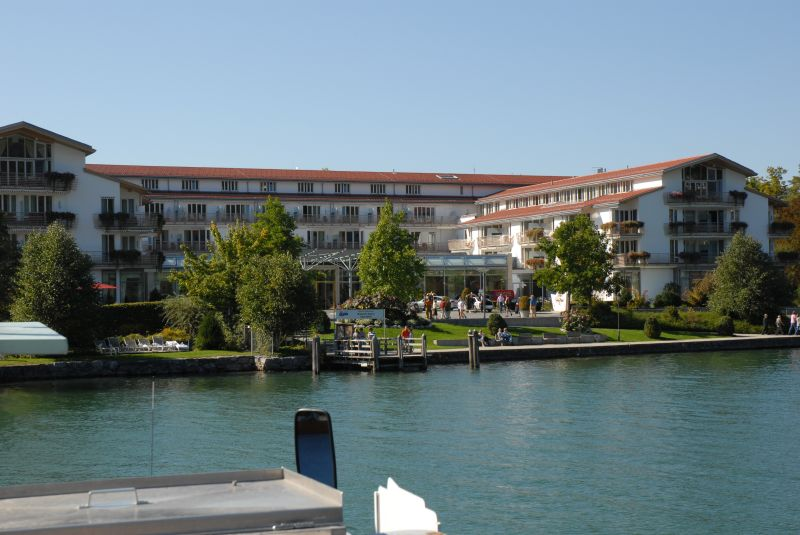
Seehotel Überfahrt (hier als Sofitel Überfahrt, 2007)

Das Seehotel Überfahrt ist ein Fünf-Sterne-Hotel in Rottach-Egern am Tegernsee. Es wird seit 2007 von Althoff Hotels betrieben und gehört zur Allianz The Leading Hotels of the World. 

## Geschichte

### Vorgeschichte
Seit dem Jahr 1427 ist ein Gehöft am Egener Gestade beim Hoißen urkundlich nachweisbar. 1740 zog der erste „Höß“ dort auf, ein Bauernsohn vom Hagn in Enterrottach. Schon lange Zeit vorher hatte das Anwesen das Privileg erhalten, die „Überfahrt“, also das Fährschiff zu betreiben. Am 24. Juni 1873 erhielt Joseph Höß die Gaststättenkonzession.

### 1892: Touristenzimmer, Theatersaal, Lazarett
1892 richtete er die ersten Touristenzimmer ein und erbaute 1903 den berühmt gewordenen Theatersaal. Damit begann im Egerner Gstad ein Gesellschaftsleben mit Theateraufführungen, Bauernhochzeiten, Vereinsveranstaltungen, Faschingsbällen etc., welches fast vier Jahrzehnte angehalten hat. Im Jahr 1905 wurde anlässlich des 1. großen Tegernseer Wintersportfestes ein Gala-Abend veranstaltet. Emil Ganghofer, der Bruder von Ludwig Ganghofer, zeigte dort die erste Kinovorstellung mit einem riesigen Lokomobile als Stromversorger.
Am 12. August 1910 wurde Ludwig Thomas Schauspiel Erster Klasse von der Tegernseer Bauernbühne uraufgeführt. 1930 organisierte der Kiem Pauli im Theatersaal des Gasthofs „Überfahrt“ das erste oberbayerische Preissingen. Bis zum Zweiten Weltkrieg war die Überfahrt gesellschaftlicher Mittelpunkt im Tegernseer Tal.
Das Gasthaus „Überfahrt“ diente wie viele andere Hotels im Zweiten Weltkrieg als Lazarett. Einer der leitenden Ärzte war der Professor Karl Friedrich Scheid, der eine kampflose Übergabe des Tegernseer Tals an die anrückende US Army erreichen konnte.

### 1949: Hotel
1949 heiratete Jost Hurler die Besitzerin des Gasthofes „Zur Überfahrt“ am Tegernsee. Mit seiner Frau wandelte Hurler den Gasthof in ein Hotel um. 1950 verlegte er seine Unternehmenszentrale nach München.

### 2001: Neubau
1991 entschlossen sich die Eigentümer nach mehrmaligen Renovierungen zu einem kompletten Neubau, der 2001 fertiggestellt wurde. Für den Bau investierten sie rund 200 Millionen DM. Die Arbeiten an der Oberlichtverglasung, der Glaskuppel und dem Glas der Schwimmbadhalle führte 2000 der Künstler Thierry Boissel aus. Auf Zustimmung bei der einheimischen Bevölkerung stieß der Bau anfangs nicht. Die Besitzer des alten und Bauherren des neuen Hotels, die Familie Hurler, wurden als „Landschaftsschänder“ und „Heimatverräter“ beschimpft. Der Spiegel bezeichnete das Haus als „protzige(s) Luxusferiendomizil“.
Als Betreiber wurde die Dorint-Gruppe gefunden. Ab Juni 2001 übernahm für kurze Zeit der deutsche Koch Herbert Schönberner die Leitung des Gourmet-Restaurants Schönberner in der Überfahrt. Im Rahmen von einigen Umfirmierungen und Betreiberwechseln wurde das Hotel Überfahrt später als Dorint Sofitel und schließlich als Sofitel der Hotelkette Accor geführt.
Im Mai 2005 fand im Hotel die Bilderberg-Konferenz statt.

### 2007: Althoff
Seit 2007 wird das Hotel von der Hotelkette Althoff Hotels betrieben; Eigentümerin ist die Jost und Josefine Hurler Seehotel Überfahrt GmbH & Co KG. Das Seehotel hat über 123 Zimmer, 53 Suiten, mehrere Tagungsräume, einen ca. 3000 Quadratmeter großen Spa-Bereich, einen eigenen Strandclub am See, eine Bar und fünf Restaurants, darunter ein Drei-Sterne-Gourmetrestaurant. Ausstatterin war unter anderem die Interieur-Designerin Anna Maria Jagdfeld. 2013  wurde der Spa-Bereich umgebaut.
Auch heute kann wie seit 500 Jahren die 200 Meter am Eingang zur Egener Bucht vom Seehotel Überfahrt zur Landzunge Point übergesetzt werden.

## GourmetrestaurantÜberfahrt
Von 2008 bis 2023 war Christian Jürgens der Chefkoch des Gourmetrestaurants Überfahrt. Von 2013 bis 2023 wurde das Restaurant mit drei Michelinsternen ausgezeichnet.
Ab September 2024 führt Cornelia Fischer das Gourmetrestaurant Überfahrt weiter.